# Xian de Luding
Pour les articles homonymes, voir Luding.
Le xian de Luding (泸定县 ; pinyin : Lúdìng Xiàn; tibétain : Chakzamka) est un district administratif de la province du Sichuan en Chine. Il est placé sous la juridiction de la préfecture autonome tibétaine de Garzê.

## Démographie
La population du district était de 75 734 habitants en 1999.

## Patrimoine
- Pont de Luding, sur la rivière Dadu, construit en 1706, sous la dynastie Qing à une portée de 104 mètres.

## Transports
Le xian est traversé par la route nationale 318 (G318).